# Lijst van spelers van MVV Maastricht
Dit is een lijst van voetballers die minimaal één officiële wedstrijd hebben gespeeld in het eerste elftal van de Nederlandse betaaldvoetbalclub MVV Maastricht of MVV.

## A
- Gerard Aafjes
- Asumah Abubakar
- Thibaut Van Acker
- Marcel Adam
- Kristof Aelbrecht
- Alloy Agu
- Alami Ahannach
- Bülent Akın
- Özgür Aktaş
- Mehmet Akyil
- Roland Alberg
- Alessio Alessandro
- Manuel Angiulli
- Maxime Annys
- Besfort Arifi
- Alfons Arts
- Jeffrey van As
- Marciano Aziz

## B
- Chrit Baetsen
- Alpha Ibrahim Bah
- Abubakar Balarabe
- Gökhan Balci
- William Balikwisha
- Serge van den Ban
- Ferenc Banky
- Jordi Baur
- Jerome Beckers
- János Bédl
- Raymond Beerens
- Armand Benneker
- Maurice Benneker
- Dave Bennett
- Edwin van Berge Henegouwen
- Tom van Bergen
- Steve Berger
- Gerard Bergholtz
- Willy Bergstein
- Dré Berkhof
- Gerard van Berlo
- Nigel Bertrams
- Martijn Besselink
- Matt Bessems
- Niels Bijloos
- Hub Bisschops
- Roberto Blanquez
- Sven Blummel
- Gideon Boateng
- Thijs De Boevere
- Ruud Boffin
- Dave van Bogaert
- Robert Böhm
- Filip Bollen
- Ruben van Bommel
- Thomas van Bommel
- Willy van Bommel
- Jo Bonfrère
- Cor Bongers
- Facundo Bonifazi
- Erik-Jan van den Boogaard
- Theo van de Boogaard
- Raymond van den Boorn
- Lloyd Borgers
- Dominique Bosch
- Kai-David Bösing
- Wilfred Bouma
- Robert van Boxel
- Bram Braam
- Bebo Brajovic
- Ed Braken
- Sven Braken
- Mattijs Branderhorst
- Henk Brandt
- Ernie Brandts
- Hein Brassé
- Carel Breikers
- Jean Brepoels
- Henk Brinkhuis
- Dražen Brnčić
- Ludo van Broekhoven
- Willy Brokamp
- Davy Brouwers
- Harry Brüll
- Christian Brüls
- Alexandre Bryssinck
- Frane Bućan
- Gerard Bühler
- Rayan Buifrahi
- Roel Buikema
- Job Bulters
- Jeu van Bun
- Jeu van Bun jr.
- Fabio Burgio
- Søren Busk
- Ladislav Butković

## C
- Leo Cabo
- Thomas Caers
- Joao-Olivio Calichio
- Fabrizio Cammalleri
- Fabio Caracciolo
- Antonio Caramazza
- Laurent Castellana
- Bram Castro
- Ermin Cavcic
- Güven Cavus
- René Ceulen
- Nacer Chadli
- Alessandro Ciranni
- Jean Cloos
- Ronald Coenegrachts
- Chris Coenen
- Jean Colombain
- Wout Coomans
- Jo Coppens
- Toon Couwenbergh
- Robert Cox
- Jordy Croux
- Harry Custers

## D
- Tom Daemen
- Koen Daerden
- Davide D'Angelo
- Chris Dassen
- Matty Dassen
- Tomas Daumantas
- Patrick Deckers
- Robrecht Deckers
- Bart Deelkens
- Bart Deelkens
- Hugo Deenen
- Chris Dekker
- Rob Delahaije
- Allan Delferriere
- Milo Delrock
- Julien Demonceau
- Hans Denissen
- Jérôme Deom
- Dirk Jan Derksen
- Johan Derksen
- Stan Van Dessel
- Jessy Dessouroux
- Gilles Deusings
- Djibril Dianessy
- Jac van Dijk
- Piet van Dijk
- Johan Dijkstra
- Michael Dikken
- Frank Dikstaal
- Jo Dingena
- Eugène Dinjens
- Wilco Doeleman
- Ralph van Dooren
- Wim Dormans
- Leonardo dos Santos Silva
- Tosin Dosunmu
- Sten Dreezen
- Jef Dresens
- Huub Driessen
- Jan Druyts
- Rein van Duijnhoven
- Jelle Duin
- Wim Dusseldorp
- Patrick Duysings
- Orhan Džepar

## E
- Marc Eberle
- Collin van Eijk
- Gunnar Einarsson
- Rayan El Azrak
- Nabil El Basri
- Cédric Van der Elst
- Quincy Elvira
- Émerson Luiz Firmino
- Massimo Emiliani
- Joop Ensink
- Bjorn Eppenga
- Hans Erkens
- Malcolm Esajas
- Robyn Esajas
- Gregory Esser
- Clint Essers
- Pierre Essers
- Nino Everaers
- Brenny Evers
- Peter Eysens

## F
- Rodney Falix
- Huub Felix
- Henny Fey
- Frits Fooy
- Luca Foubert
- Simon Francis
- Guy François
- John Franssen
- Ludo Franssen
- Pierre Frantzen
- John Fredrix
- Natanaël Frenoy
- Ronnie Frissen

## G
- Johan Gabriëls
- Rick Geenen
- Bo Geens
- Marco Gentile
- Peter Gerards
- Eric Gerets
- Johan Gerets
- Zef Geurten
- Jo Geyselaers
- Michael Geyselaers
- Dyon Gijzen
- Cor Gillis
- Dolf Gilissen
- Frans Gilissen
- Jean Gilissen
- Danillo Giulietti
- Roel Goffin
- Doğan Gölpek
- Daniel Gomez
- Harrie Gommans
- Thijmen Goppel
- Rob Gorissen
- Twan Gorissen
- Bobby Gray
- Jan van Grinsven
- Victor Groothaers
- Rob Gruben
- Joey Guðjónsson
- Umut Gündoğan
- Maxime Gunst
- Emrullah Güvenç

## H
- Erik de Haan
- Philipp Haastrup
- Stijn Haeldermans
- Giel Haenen
- Khalid Hamdaoui
- Jo Hanon
- Nico Hanssen
- Jóhannes Harðarson
- Roger Hartgerink
- Richard Hastings
- Mike Havekotte
- George Hecht
- Kai Heerings
- Peter Heffels
- Harry Heijnen
- Rein Van Helden
- François Herben
- Edwin Hermans
- Pierre Hermans
- Richard Hermans
- Jeroen Heubach
- Davy Heymans
- Ronald Hikspoors
- Pol den Hoed
- Gerard Hoenen
- Milan Hofland
- Maurice Hofman
- Dave Hollanders
- Joshua Holtby
- Harrie van 't Hoofd
- Rick Hoogendorp
- Tuur Houben
- Wil Houwers
- Dustin Huisman
- Barry Hulshoff
- Anthony van den Hurk
- Dave Huntjens
- Pascal Huser
- Donny Huijsen
- Tom Van Hyfte

## I
- Marco Ingrao
- Ricardo Ippel

## J
- Rudi Jansen
- Jimmy Janssen
- Noud Janssen
- Roel Janssen
- Wiel Janssen
- Christophe Janssens
- Jerry de Jong
- Johnny de Jong
- Mitchell de Jong
- Diego Jongen
- Yvo Joordens
- Jan Joosten
- Di Livio Jungschleger

## K
- Lucas Kalala
- Laurent van Kan
- Fatih Kantarçi
- Husseyin Karapinar
- Blazej Karasiak
- Ayman Kassimi
- Arian Kastrati
- Leo Kerstges
- Bert Kessen
- Mitchel Keulen
- Marc Kienle
- Robert Klaasen
- Marko Kleinen
- Gerrie Kleton
- Jos Klingen
- Roger Knarren
- Kjell Knops
- Dimmy Kool
- Jan de Koning
- Dean Koolhof
- Luuk Koopmans
- Atam Koroglu
- Erik Kortsjagin
- Frans Körver
- Koen Kostons
- Leo Koswal
- Serhat Kot
- Youssef Koubali
- Janusz Kowalik
- Mathieu Kraft
- Frank Kramer
- Herbert Krisp
- Michel Kruijer
- Joey Kruyntjens
- Willy van der Kuijlen
- Nick Kuipers
- Ömer Kulga

## L
- Leroy Labylle
- Jos Lacroix
- Ramon Lacroix
- Roland Laenen
- Juha-Pekka Laine
- Toshio Lake
- Anthony Di Lallo
- Thijs Lambrix
- Roberto Lanckohr
- Denny Landzaat
- Raoul Last
- Bill Lathouwers
- Dimitri Lavalée
- Mehdi Lazaar
- Simon Libert
- Raymond Libregts
- Andréa Librici
- Hans Linders
- Jack Linders
- Bryan Linssen
- Sven Lintjens
- Tiziano Liobardi
- Henny Lion
- Dailon Livramento
- Mat Loo
- Dor Loomans
- Rafael Losada
- Florian Loshaj
- Julien Lücke
- Eric van der Luer
- Mark Luijpers
- Paolo de Luna
- Shisayo Luthuli

## M
- Ibrahim Maaroufi
- André Maas
- Jean Maas
- Piet Maas
- Dalian Maatsen
- Fostave Mabani
- Erik Maes
- Enes Mahmutovic
- Keone Maho
- Levi Malungu
- Adam Mami
- Miel Mans
- Cliff Mardulier
- Luc Mares
- Nico Mares
- Pedro Mares
- Gianluca Maria
- Angelo Martha
- Shermaine Martina
- Shermar Martina
- Bert van Marwijk
- Toine Matthijssen
- Romain Matthys
- Xavier Mbuyamba
- Stijn Meert
- Erik Meijer
- Patrick Meijers
- Zev van Melick
- Eric Merk
- Damien Miceli
- Joy-Lance Mickels
- Toine van Mierlo
- Camil Mmaee
- Samy Mmaee
- Michel Mommertz
- Pim Moonen
- Hawbir Moustafa
- Aziz Moutawakil
- Ivan Mráz
- Ibad Muhamadu
- Gerrie Mühren
- Bob Mulder
- Jo Mulkens
- John Mutsaers
- Tom Muyters

## N
- Dick Nanninga
- Raji Naoufal
- Arne Naudts
- Piet van Neer
- Toon Nelemans
- Gyula Nemes
- Chris Neuts
- Bryant Nieling
- Steef Nieuwendaal
- Martin Nieuwendijk
- Thijmen Nijhuis
- Bob Nijsten
- Kristof Nijsten
- Urho Nissilä
- Patrick N'Koyi
- Frits Nöllgen
- Lorenzo Noviello
- Mitchy Ntelo
- Mikel Nuhaj
- Rob Nuyts
- Kelechi Nwakali
- Godfrey Nwankpa
- Marc Nygaard
- Pieter Nys

## O
- Stefan O'Connor
- Henry Odutayo
- Willem Ofori
- Marvin Ogunjimi
- Jonathan Okita
- Jonas Olsen
- Quincy van Ommeren
- Marco Ospitalieri
- Danny den Ouden
- Houssain Ouhsaine Ouichou
- Ömer Özpoyraz

## P
- Santiago Palacios
- Erwin Palm
- Faty Papy
- Wouter Pastoor
- Luís Pedro
- Stef Peeters
- Berry Penders
- Paul Penders
- Saul Penders
- Fabian Peppinck
- Steven Pereira
- Kenneth Pérez
- Huub Perree
- Lambert Pfennings
- Matthy Pieters
- Rik Platvoet
- Peter Pleumeekers
- Lila Plucieniczak
- Rick Plum
- Luca Polizzi
- Bert van der Poppe
- Cor Pot
- Matthias Predojević
- Co Prins

## Q
- Willy Quaedackers
- Coen Quaden
- Jo Quaden
- Marc Quaden

## R
- Timo Rahja
- Prince Rajcomar
- Bernd Rauw
- André Ravestijn
- Guillaume de Rechter
- Lars Reck
- Bennie Redel
- Roger Reijners
- Wim Reijers
- André Reijnders
- Gerrie Reijnders
- Mart Remans
- Jorrit Ritzen
- Leon Rodenburg
- Richard Roelofsen
- Frans Roemgens
- Piet Rondagh
- Patrick Rondags
- Frans Roosen
- Jan den Rooijen
- Michael la Rosa
- Pierre Rouckens
- Willy Roumans
- Nathan Rutjes
- Frans Rutten
- Jef Rutten

## S
- Ghalid Salamat
- Gaston Salasiwa
- Sjoerd Sanders
- Cees Schapendonk
- Twan Scheepers
- Lars Schenk
- Lowie van Schijndel
- Jos Schmeitz
- Guido Schoefs
- Ron Schoens
- Gerard Schoonewille
- Wesley Schors
- Danny Schreurs
- Gerrie Schrijnemakers
- Joeri Schroijen
- Ger Schuman
- Adnan Šećerović
- Jonas Sela
- Maic Sema
- Joas Siahaija
- Ebrima Sillah
- Ilano Silva Timas
- Alex Skotarek
- Bennie Slaats
- Ferre Slegers
- Bryan Smeets
- Huub Smeets
- Niki Smeets
- Raymond Smeets
- Ruud Smeets
- Wiel Smeets
- Willy Smeets
- Theo Snelders
- Özcan Sonkaya
- Joke Soons
- Brem Soumaoro
- Rick Sour
- Nicky Souren
- Marcel Spa
- Hans Spillmann
- Denny Spronck
- Antonio Stankov
- Adri van Staveren
- Jeroen van Staveren
- Timo Stavitski
- Jarne Steuckers
- Frits Stevens
- Roberto Straal
- Jan Streuer
- Jens Jurn Streutker
- Piet Strolenberg
- Raphael Supusepa
- Kürşad Sürmeli
- Zak Swanson
- Kanou Sy
- Stephan Szefer

## T
- Emra Tahirović
- Jerry Taihuttu
- Wasiu Taiwo
- Michael Tambak
- Tunahan Taşçı
- Djairo Tehubijuluw
- Michel Thal
- Reginald Thal
- Willy Thal
- Pascal Thewissen
- Gunter Thiebaut
- Matisse Thuys
- David Timmermans
- Ole Tobiasen
- Jo Toennaer
- Igor Tomašić
- Uriël Trustfull

## U
- Reza Uitman
- Albert Ummels
- Cem Unal
- Volkan Ünlü
- Fuat Usta
- Suat Usta

## V
- Jack Vaessen
- Erwin Vanderbroeck
- László Vardai
- Dennis van Veghel
- Mark Veldmate
- Frank Verbeek
- Maurice Verberne
- Sjors Verdellen
- Harrie Verdonschot
- Thijme Verheijen
- Thomas Verheydt
- Johan Verheyen
- Mark Verhoeven
- Peter Verhoeven
- Hobie Verhulst
- Jo Vermast
- Arjan Vermeulen
- Pierre Vermeulen
- Marnick Vermijl
- Michael Verrips
- Pierre Verschueren
- Karl Vigna
- Jimmy Vijgen
- Hans Vincent
- Wimilio Vink
- Hans Visser
- Twan Visser
- Sakib Viteškić
- Gavin Vlijter
- Jef van Vlodrop
- Joost Volmer
- Michel Vonk
- Lance Voorjans
- Ramon Voorn
- Theo Voorn
- Niels Vorthoren
- Bobby Vosmaer
- Anton Vriesde
- Jan Vrijhof
- Jarne Vrijsen
- André Vroemen
- Jo Vrösch

## W
- Matteo Waem
- Simon Wagner
- Edwin Wang
- Nyron Wau
- John Webb
- Robert van der Weert
- Huub van der Weide
- Werner Weigel
- Breur Weijzen
- Daryl Werker
- Sies Wever
- Kristof Weytjens
- Jesse Wijnen
- Harvey Wijngaarde
- Bert Willems
- Jean Willrich
- Stef van den Winkel
- Steef van der Woude
- Sjoerd Winkens
- Yannick De Winter
- Danny Wintjens
- Fons van Wissen
- Sacha van Wissen
- Giel Wittelings
- Martin Wolfs
- Lorenzo Wouter

## Y
- Elano Yegen
- Emre Yetimoğlu
- Atilla Yıldırım
- Sam Ysebaert

## Z
- Oussama Zamouri
- Rico Zeegers
- Tim Zeegers
- Jo Zenden
- Kerem Zevne
- Hugo ten Zijthoff